# 海南省农垦中学
海南省农垦中学，简称垦中，旧称“广州军区生产建设兵团子弟中学”，是海南省教育厅直属的一所完全中学、海南省一级中学。位于海南省海口市。

## 学校历史
海南省农垦中学始建于1972年10月15日，属企业办学性质，当时名叫“广州军区生产建设兵团子弟中学”，地址在海口郊区秀英草坡。1972年10月，创办广州军区生产建设兵团海南子弟中学，地址在海口郊区秀英草坡。当年，垦区不少中学还吸纳周边农村子弟入学就读。
1974年秋，恢复农垦体制，兵团子弟中学改称海南农垦中学，隶属于海南省农垦总局
。1988年海南建省，再次更名为“海南省农垦中学”。海南省农垦总局管辖时期，学校担负着垦区90多个农场员工子女的高中教育和农场中学教师的培训任务。1979年，海南省农垦总局加大海南农垦中学建设的力度，加大投资，加快基本建设，扩大招生规模，招生范围在汉区40多个农场进行。
2014年，农垦改制，学校由海南省农垦总局正式移交给海南省教育厅管辖，办学性质转型为政府投资办学。

## 学校规模
海南省农垦中学校园占地面积为162亩，建筑面积为88641㎡。现有专任教师316，学生3140人。初、高中六个年级共65个教学班，初中33个班，32个班。
海南省农垦中学联盟学校4所，共建学校5所，共建单位5个，与泰国政府委派的教育机构互派师生，与香港福建中学结成了姊妹学校。

## 图集

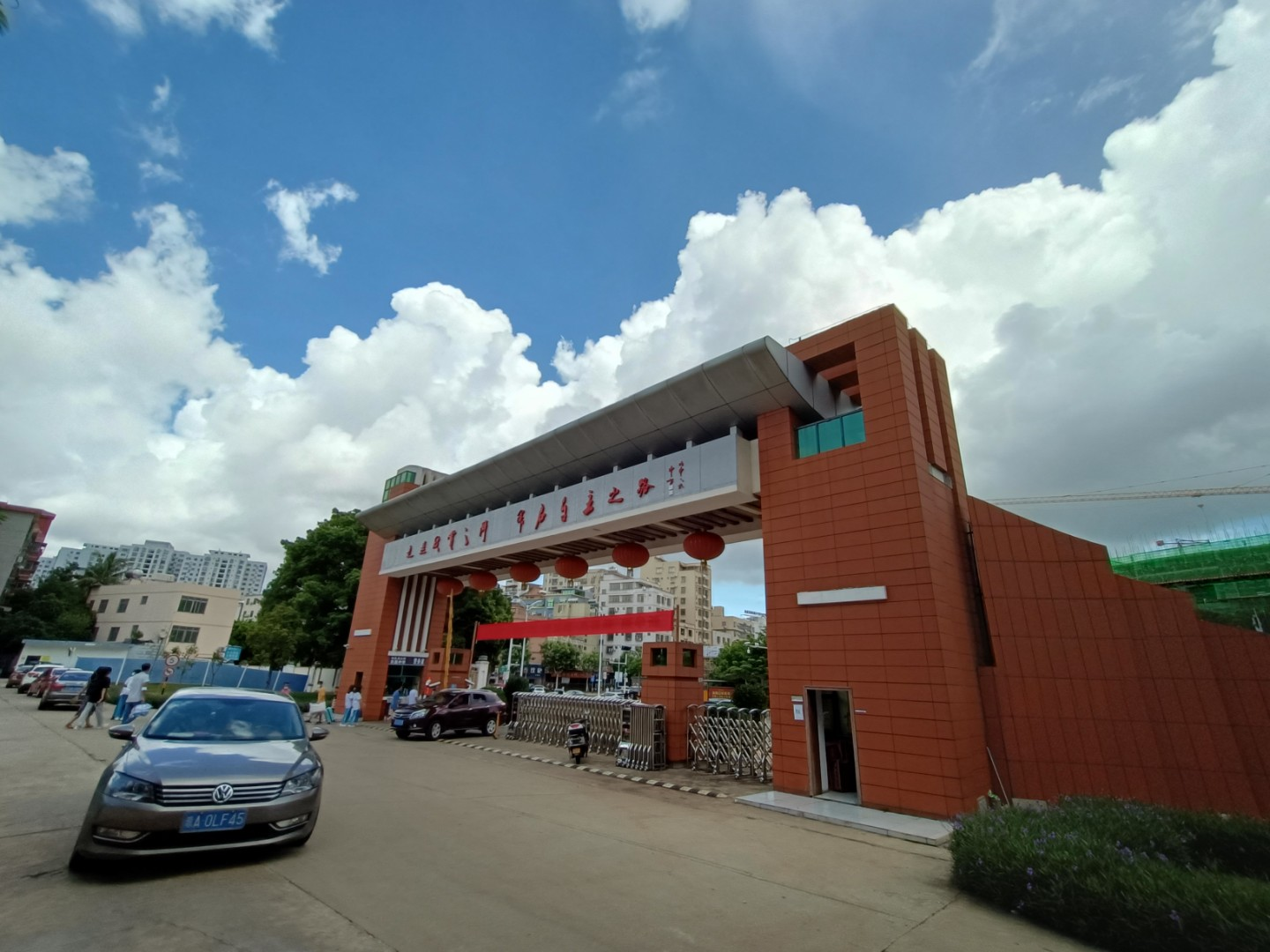
正门内侧
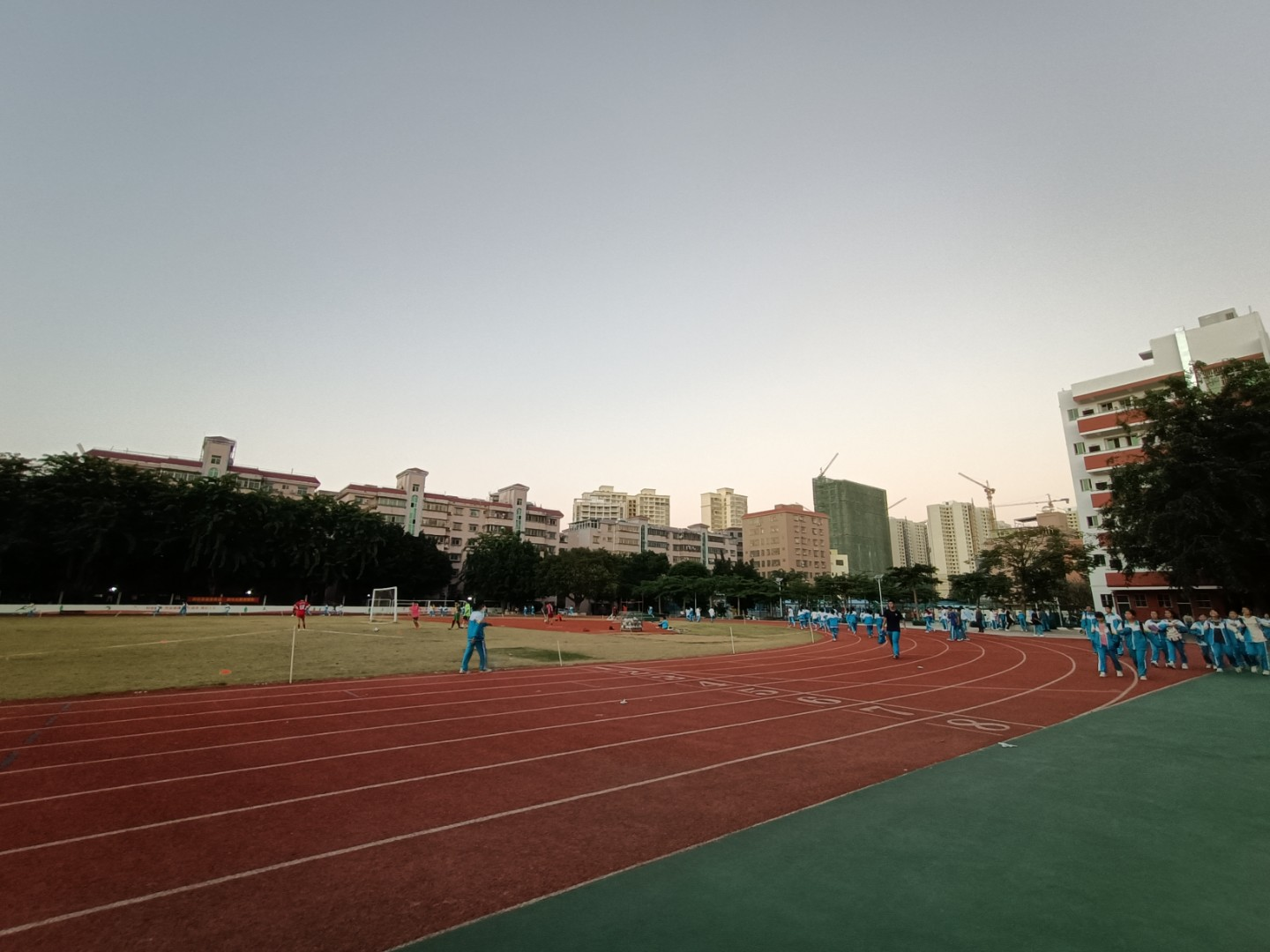
操场东侧
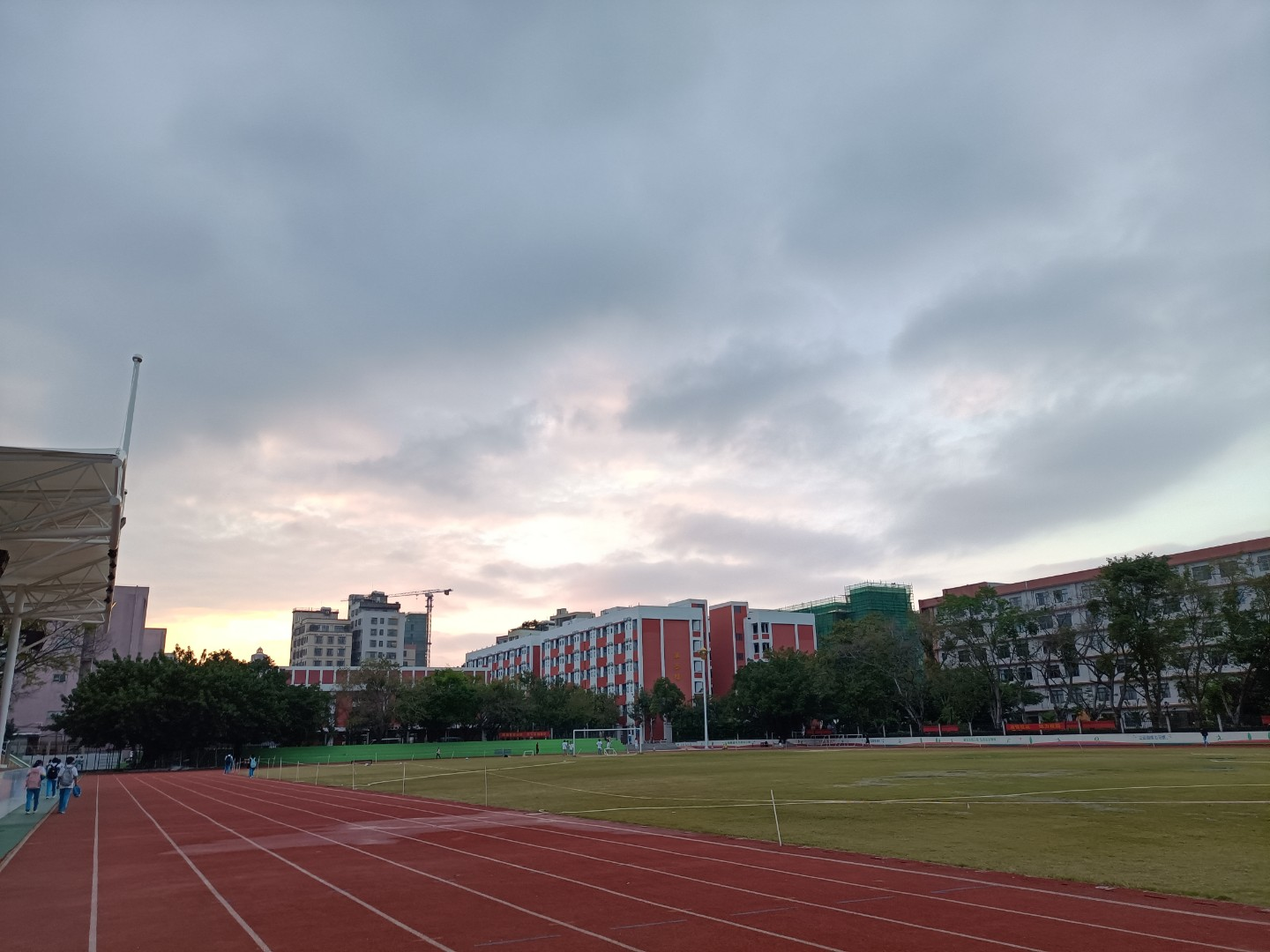
操场西侧
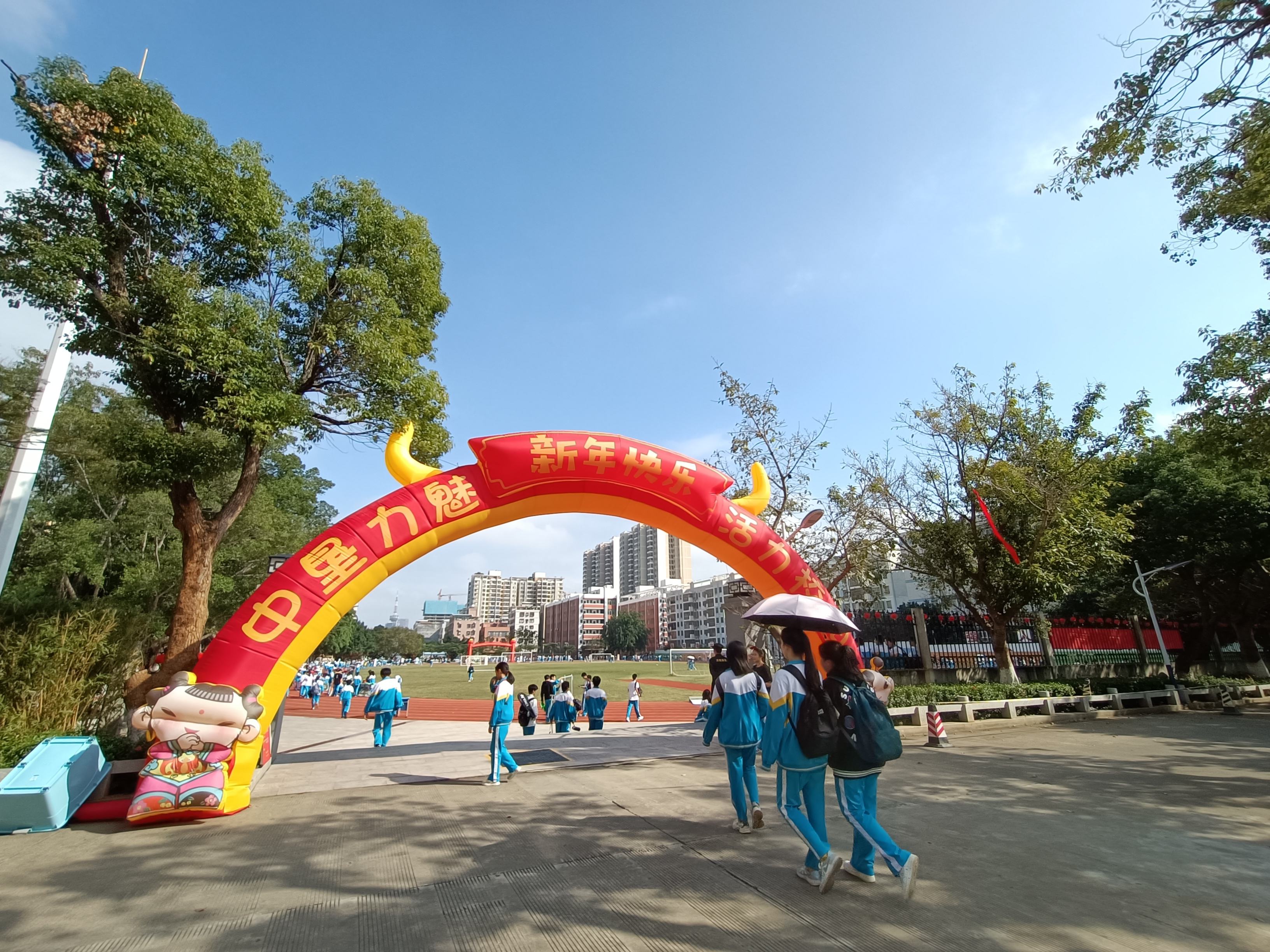
游园会
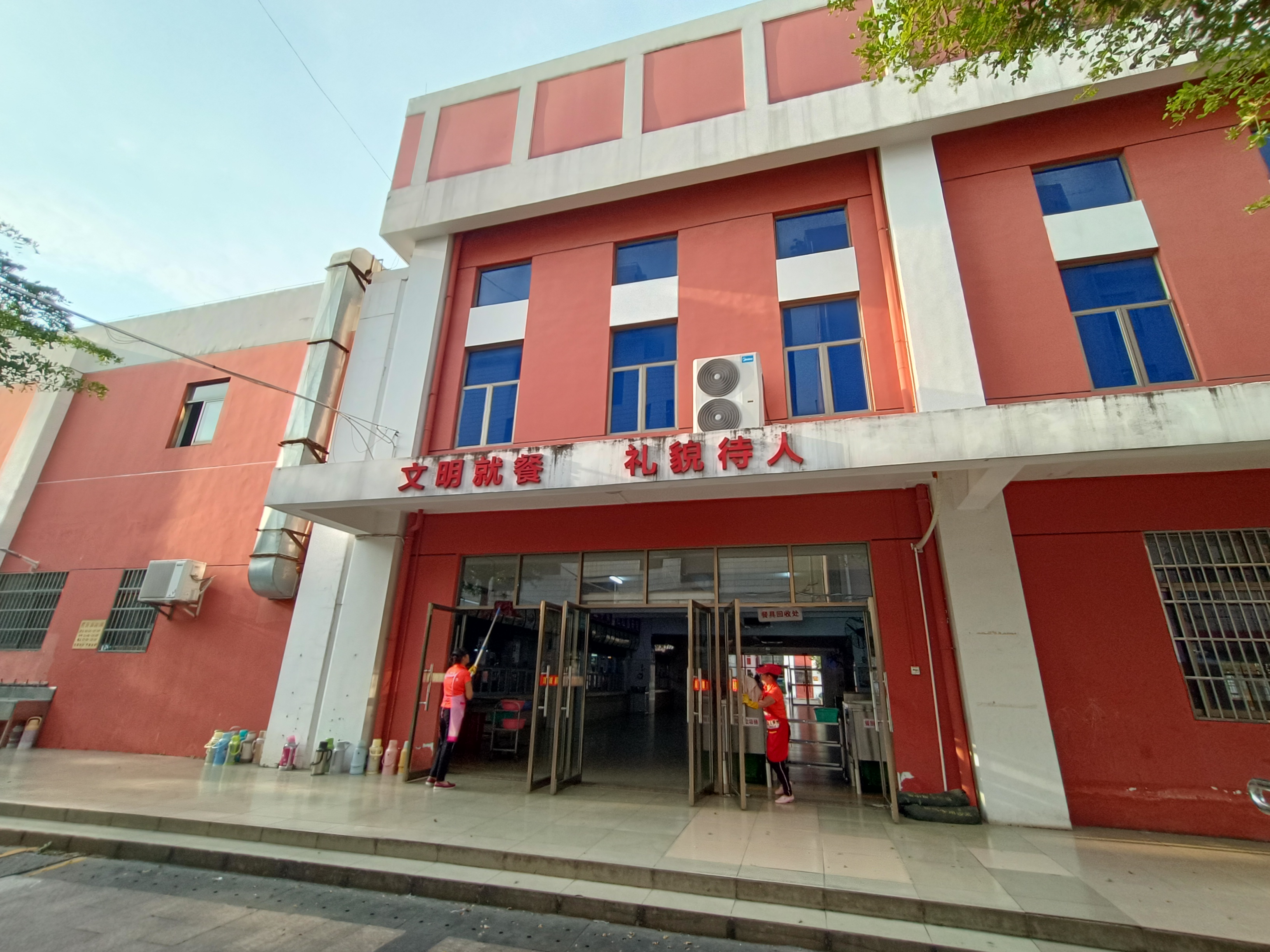
食堂侧门
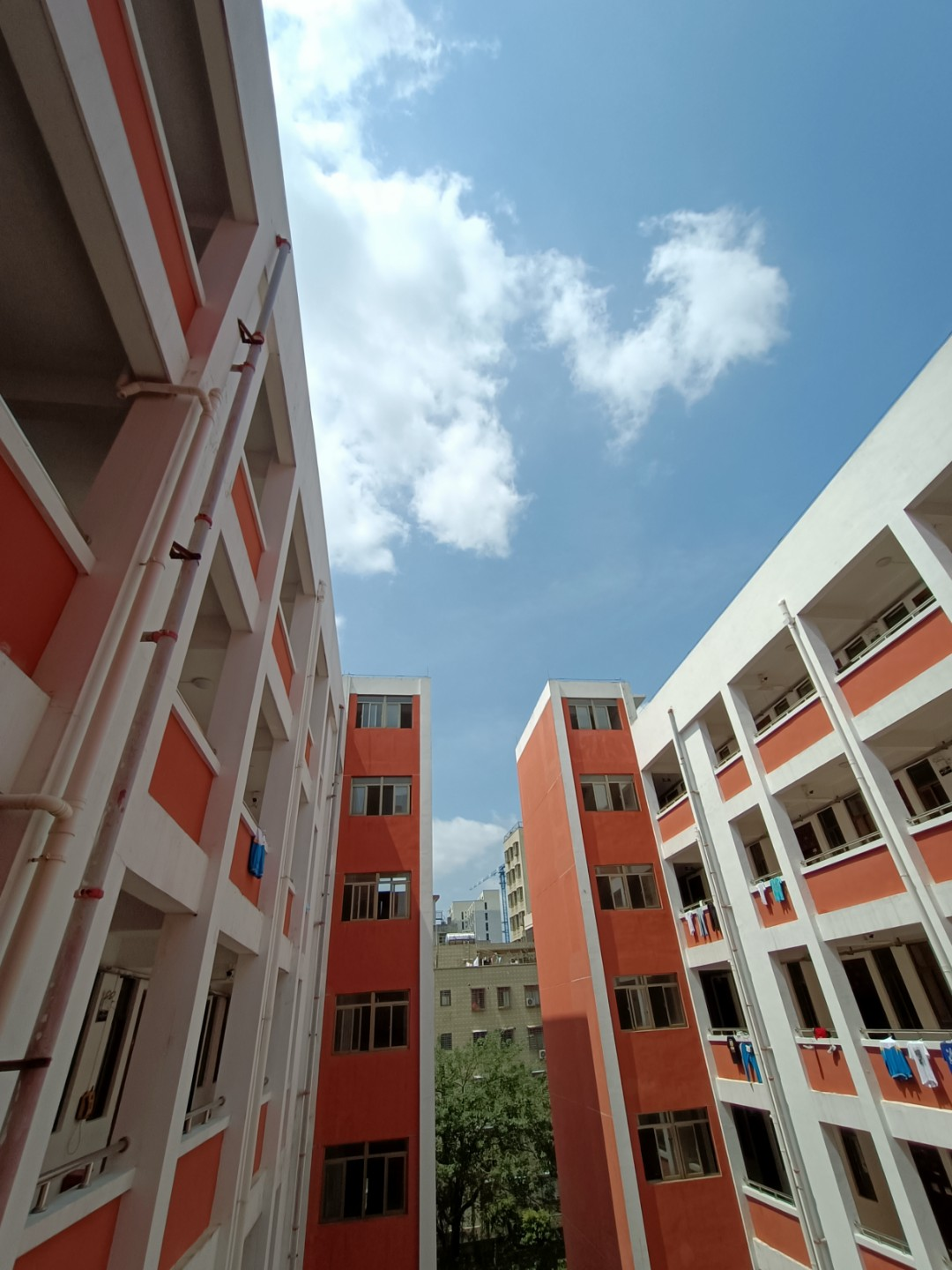
男生宿舍楼
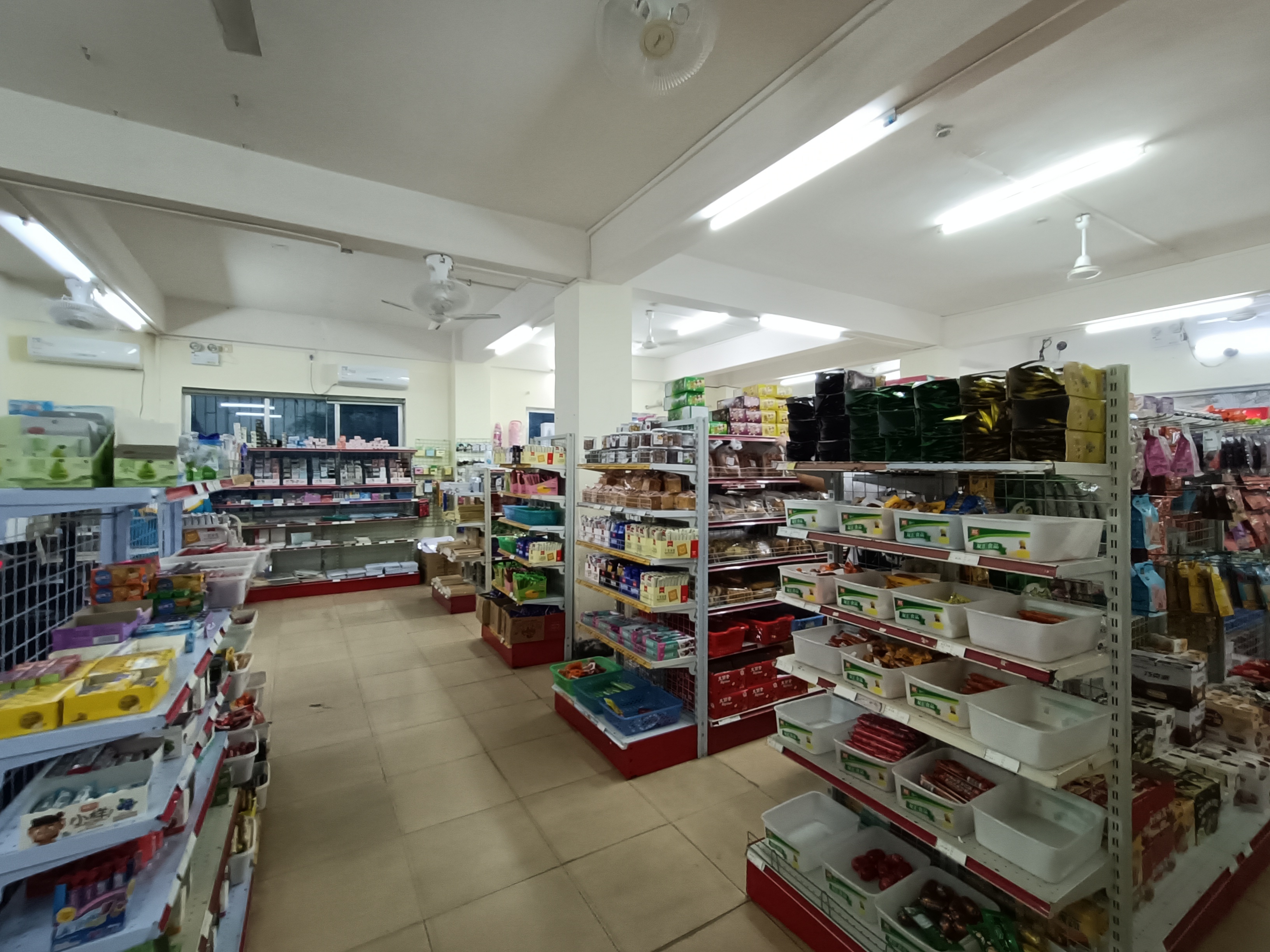
超市内部
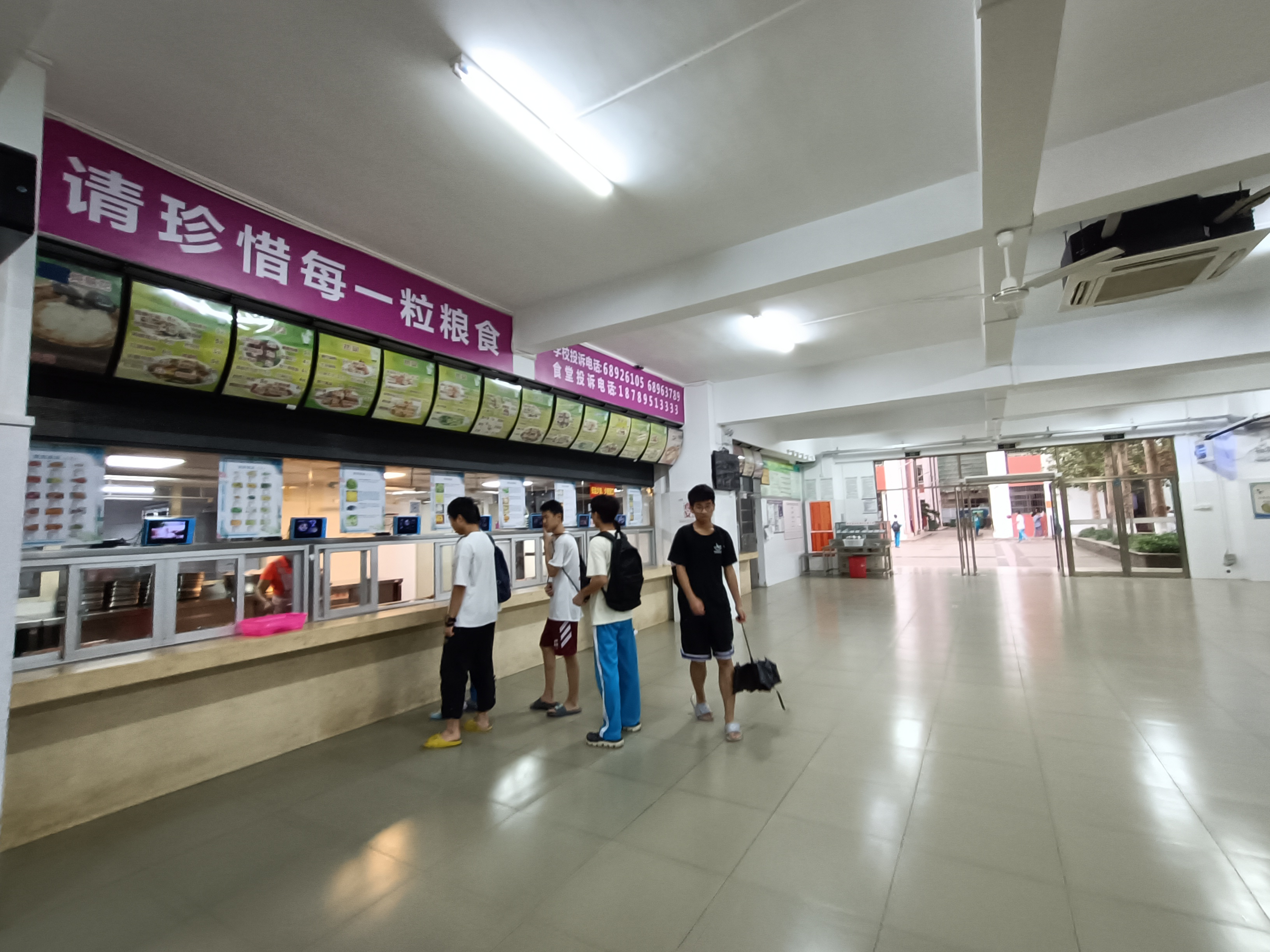
食堂内部